# Молина, Байрон
Ба́йрон Моли́на Фигеро́а (исп. Bayron Molina Figueroa; род. 10 мая 1993, Тегусигальпа) — гондурасский боксёр, представитель первой наилегчайшей весовой категории. Выступает за сборную Гондураса по боксу начиная с 2012 года, бронзовый призёр Центральноамериканских игр, бронзовый призёр чемпионата Центральной Америки, участник летних Олимпийских игр в Лондоне. С 2015 года также является боксёром-профессионалом.

## Биография
Байрон Молина родился 10 мая 1993 года в Тегусигальпе.

### Любительская карьера
Первого серьёзного успеха на взрослом международном уровне добился в сезоне 2012 года, когда вошёл в основной состав гондурасской национальной сборной и побывал на чемпионате Центральной Америки в Сан-Хосе, откуда привёз награду бронзового достоинства, выигранную в первой наилегчайшей весовой категории — на стадии полуфиналов был остановлен костариканцем Давидом Хименасом. Благодаря череде удачных выступлений удостоился права защищать честь страны на летних Олимпийских играх в Лондоне — провёл в категории до 49 кг только один поединок, уже на предварительном этапе досрочно уступил представителю Индии Девендро Сингху.
После лондонской Олимпиады Молина остался в основном составе боксёрской команды Гондураса и продолжил принимать участие в крупнейших международных турнирах. Так, в 2013 году он получил бронзовую медаль на Центральноамериканских играх в Сан-Хосе, проиграв в полуфинале Сесару Мендосе из Никарагуа. Год спустя выиграл отборочный турнир на Игры Центральной Америки и Карибского бассейна, однако на самих Играх так и не выступил.
В 2017 году боксировал на домашнем панамериканском чемпионате в Тегусигальпе, а также представлял страну на чемпионате мира в Гамбурге, где был остановлен уже в 1/16 финала.

### Профессиональная карьера
В 2015 году Байрон Молина начал профессиональную карьеру и в течение года одержал на профессиональном уровне три победы. В 2017 году он приостановил деятельность на этом поприще ради выступлений в олимпийской команде Гондураса.